# محمد درویش
محمد درویش (متولد ۴ بهمن ۱۳۴۴ تهران) کارشناس ارشد محیط زیست، مرتع و آبخیزداری و کنشگر محیط زیست اهل ایران و فعال سیاسی جهبه اصلاحات است. وی با نوشتن وبلاگ «مهار بیابان‌زایی» شناخته می‌شد که در سال ۱۳۹۲ با حکم معصومه ابتکار به مدیرکلی دفتر آموزش و مشارکت مردمی سازمان حفاظت محیط زیست منصوب شد و تا آبان ماه سال ۱۳۹۶ در این جایگاه خدمت کرد که استعفا داد و ریاست سیاست‌های محیط زیست مرکز بررسی‌های استراتژیک نهاد ریاست جمهوری را تا پایان دولت دوم حسن روحانی بر عهده گرفت. او عضو هیئت علمی مؤسسه تحقیقات جنگل‌ها و مراتع کشور بوده و ریاست گروه بیابان این مؤسسه را تا سال ۱۴۰۰ بر عهده داشت.
درویش مروج اقتصاد اکولوژیک است که یک زمینه مطالعاتی بین‌رشته‌ای دارای نظام ارزشی منحصر بفرد در زمینه حقوق مالکیت، آزادی اقتصادی، قیمت‌گذاری، مطلوبیت رشد اقتصادی و توسعه بوده، در تقابل با اقتصاد متعارف محیط زیست تعریف شده و از مکاتب هترودوکس و چپ است. او بر این اساس معتقد است منابع آب کالایی زیستی هستند و نه اقتصادی و نباید از بازار و بورس آب حرف زد. وی منتقد سرمایه‌داری و اقتصاد بازار و گرایش به مصرف گرایی در آن است و عملکرد کشورها با اقتصاد آزاد را از نظر ردپای اکولوژیکی بسیار بدتر از کشورهای دیگر می‌داند و معتقد است اگر همه بخواهند مثل مردم کانادا و استرالیا زندگی کنند، به ۷ برابر کره زمین فعلی نیاز است. وی بر اساس برخی نظریات اقتصاد اکولوژیک، مخالف طرح‌های توسعه‌ای مثل مسکن مهر است که به اعتقاد او با بذل و بخشش زمین‌های منابع طبیعی اجرا شد؛ زمین‌هایی تماماً بدون پوشش گیاهی جدی یا بیابانی در ایران. او معتقد است سازمان منابع طبیعی ایران که تملک ۸۳٪ مساحت کشور عمدتاً بیابانی و کویری ایران را داراست «هیچ اختیاری برای واگذاری ارضی منابع طبیعی و تغییر کاربری آن‌ها به مسکونی ندارد» و مخالفت واگذاری بخشی از زمین‌های ملی (دولتی) و منابع طبیعی برای توسعه مناطق مسکونی است. وی یکی از اولین کمپین‌های موفق رسانه‌ای که در جبهه اصلاحات دنبال کردند را جلوگیری از طرح باغ‌شهر می‌داند که طرح اولیه و اصلی دولت ایران در زمان ریاست محمود احمدی‌نژاد برای دگرگونی الگوی شهرسازی و معماری کشور با ترکیب الگوی شهرسازی حومه شهری مدرن آمریکا، استرالیا و آلمان و خانه‌باغ ایرانی بود که درویش چند بار بخاطر این کمپین به اداره پلیس احضار شد. این طرح که برای ساخت محله‌های مسکونی خانه ویلایی یک تا سه طبقه متناسب با اقلیم ایران در حومه شهرها یا شهرک‌های جدید در مناطق دوردست و خوش آب و هوا بود و انتقال جمعیت غیرضرور کلانشهرها به این مناطق دوردست را هدفگذاری کرده بود در نهایت برای تأمین تمام نیاز تمام جمعیت ایران نیاز به استفاده از تنها ۲ میلیون هکتار از ۳۰ میلیون هکتار زمین مناسب شناسایی شده برای این منظور داشت که تحت مالکیت سازمان منابع طبیعی بودند. به گفته درویش، با کار رسانه‌ای و نامه‌نگاری با رهبری ایران، مجاب شدن و دستور ایشان و فعال شدن شورای عالی شهرسازی و معماری جلوی اجرای طرح گرفته شد و معتقد است اینکار از اولین اختلافات جدی پیش آمده دولت وقت با رهبر ایران شد. در سال ۱۳۹۴ و همزمان با مدیرکلی درویش در سازمان حفاظت محیط زیست، اجرای هرگونه طرح شهرسازی به صورت باغ مسکونی، باغ‌شهر و باغ‌ویلا در سراسر ایران ممنوع شد.
بیانات درویش علاوه بر محیط زیست شامل موضوعات متنوعی از جمله مخالفت با فعالیت صنایع پتروشیمی، معدن، هسته‌ای، صادرات محصولات کشاورزی و لبنی تا مهندسی جمعیت و کمپین‌های تبلیغات در مورد سازه‌های سد و نیروگاه‌های برق صنایع را در بر می‌گیرد.

## زندگی
دوران کودکی و نوجوانی را در شهرهای تهران، بروجرد، سردشت، اصفهان، آبادان، خرمشهر و نجف آباد گذراند و پس از اخذ دیپلم تجربی، بین سال‌های ۱۳۶۴ الی ۱۳۶۶ خدمت سربازی را سپری کرد. پس از پایان سربازی در رشته مهندسی مرتع و آبخیزداری دانشگاه تهران پذیرفته شد. از بهمن ماه سال ۱۳۶۸ نیز به دلیل دانشجوی ممتاز بودن و پذیرفته شدن از مصاحبه ورودی، جذب مؤسسه تحقیقات جنگل‌ها و مراتع کشور شد و به عنوان عضو هیئت علمی و مسئول گروه اقتصادی-اجتماعی در بخش تحقیقات بیابان مشغول کار گردید. محمد درویش کارشناسی ارشد خود را در رشته مدیریت محیط زیست از دانشگاه آزاد اسلامی واحد علوم و تحقیقات (تهران) اخذ کرد. دانشنامه کارشناسی ارشد وی (امکان‌سنجی مدیریتی در استفاده از روش فائو و یونپ برای تهیه نقشه بیابان زایی ایران)، به عنوان پژوهش برتر سال ۱۳۷۸ وزارت جهاد سازندگی وقت انتخاب شد.
محمد درویش دارای تالیفاتی در حوزه محیط زیست، منابع طبیعی و مدیریت آب در ایران است.

## دیدگاه‌ها و فعالیت‌ها
محمد درویش از مشوقان جدی و اصلی ترویج مکتب مدرسه طبیعت، تغییر ماهیت آموزش‌های محیط بانی و نفی خودرومحوری در مبلمان شهری است.
درویش در انتخابات ریاست جمهوری ۱۴۰۳ از ریاست جمهوری مسعود پزشکیان حمایت و به انتقاد از رقبای او پرداخت که سخنرانی او در ستاد انتخاباتی این کاندید و در ادامه حضور در کمیته محیط زیست ستاد انتخاباتی پزشکیان بازتاب گسترده در رسانه‌های زنجیره‌ای یافت. او در روزهای بعد منتهی به این انتخابات، توییتی در شبکه اجتماعی ایکس از پزشکیان منتشر می‌شود که اگر در انتخابات پیروز شود، طرحی که منجر به تخریب محیط‌زیست شود تأیید نخواهد شد و درویش در سخنرانی‌ها، مصاحبه‌ها و در فضای مجازی با تأکید بر این توییت به حمایت و تبلیغ برای وی پرداخت. بعد از انتخابات، او از اعضای کمیته انتخاب کابینه دولت پزشکیان در بخش انتخاب ریاست سازمان حفاظت محیط زیست بود و بعد از انتخاب ریاست و مشاوران رئیس این سازمان، این انتخاب را آغاز یک دوره تاریخی برای سازمان حفاظت محیط‌زیست دانست. درویش از اعضای تهیه‌کننده سند برنامه حفاظت از محیط زیست دولت چهاردهم در ایران است.
در سوم بهمن ۱۳۹۷، مجله بخارا با همراهی مجله صنوبر و خانه اندیشمندان علوم انسانی، شب محمد درویش را به سبب بیش از سه‌دهه تلاش مؤثر وی در صحنه محیط‌زیست ایران برگزار کردند. این مراسم در تالار بزرگ فردوسی تهران برگزار شد.
صدرا محقق دبیر صفحه اجتماعی روزنامه شرق نوشت: «ویژگی درویش، استمرار و خسته‌نشدنش در همه این سال‌هاست؛ از دوره وبلاگ‌نویسی با «مهار بیابان‌زایی» وی تا همین امروز که دوران اینستاگرام و تلگرام است، درویش همیشه پرانرژی، حرف، ایده، نقد و نکته‌های زیادی برای نوشتن و گفتن داشته است. وی یا مشغول نوشتن است، یا مصاحبه می‌کند یا برای طبیعت و محیط‌زیست در سفر است، کار و شغل تخصصی‌اش را هم انجام می‌دهد و سه‌شنبه‌های بدون خودرو و دوچرخه‌سواری‌اش هم که ترک نمی‌شود. مراسم شب محمد درویش هم همان‌طور که انتظار می‌رفت با سالنی پر از دلسوزان و دوست‌داران طبیعت برگزار شد. این هم البته از اثرگذاری‌های خود درویش است. از بس که در همه این سال‌ها از محیط‌زیست گفت و نوشت تا توجه و نگاه خیلی‌ها را به این سو جلب کند.»
تلاش‌های او برای افزایش اهمیت حفاظت از یوزپلنگ آسیایی و دیگر گونه‌های در معرض خطر انقراض در بین آحاد جامعه، به‌ویژه ورزشکاران و هنرمندان، توسعه دوچرخه‌سواری، تشویق مستندسازان به ساخت آثار در حوزه محیط‌زیست و افزایش امکان تجربه کودک در طبیعت از آن جمله است.
از همین رو، محمد درویش تاکنون با همراهی چند فیلمساز و مستندساز کشور، از جمله رخشان بنی‌اعتماد، کمیل سوهانی، محمد احسانی، سیدمصطفی موسوی‌تبار و … در ساخت آثاری برای معرفی اسکندر فیروز، مه‌لقا ملاح، روشنگری در حوزه سدسازی، فروچاله‌ها و طرح‌های انتقال آب مشارکت داشته است.
محمد درویش در سال ۱۳۹۹ رهبری چند کارزار ملی در حوزه محیط‌زیست را برعهده داشت؛ از جمله تأسیس و افتتاح نخستین یگان مردمی حفاظت از جنگل‌های سردشت به ظرفیت سی دوچرخه برقی، کمک به تهیه ویلچر برقی برای یک محیط‌بان قطع‌نخاع‌شده در خوزستان، کمک به نجات فرزند یک محیط‌بان از خطر اعدام در شیراز و جلب رضایت اولیای دم، جمع‌آوری بیش از ۱٫۵ میلیارد تومان در قالب کارزار دست‌یار برای خرید پای پروتزی هوشمند مربوط به محیط‌بان جانباز، سیدامین هادی‌پور، کمک به مردم در بندر دیر برای حفاظت از رویشگاه حرا و تالاب این شهر، جمع‌آوری کمک‌های نقدی برای خرید ابزارهای اطفای حریق در رویشگاه جنگلی زاگرس، کمک به ترویج دوچرخه‌سواری و تفکیک زباله از مبدأ در روستای الگن واقع در استان کهگیلویه و بویراحمد و حمایت از کارزار کاپ برای کاهش سرانه پسماند.
سی‌ام دی ماه سال ۱۳۹۹ شهردار وقت تهران - پیروز حناچی - از خدمات درویش برای ترویج دوچرخه‌سواری و تغییر مبلمان شهری به سمت بوم‌محوری تجلیل کرد و به وی لقب سفیر هوای پاک داد.
سی‌ام بهمن ماه ۱۳۹۹ در بیست و یکمین دوره از آیین انتخاب مروجان علمی کشور، برنده تندیس مروجان علوم محیط زیست (اولین دوره جایزه هنریک مجنونیان) از سوی انجمن ترویج علم ایران شد.
محمد درویش، هفتم دیماه ۱۴۰۲ در تدکس دانشگاه شریف کوشید ضمن تبیین آخرین وضعیت چالش‌ها و بحران‌های محیط‌زیستی کشور، راه‌های برون‌رفت را با اشاره به چندین تجربه موفق شرح دهد.
به گفته محمد درویش، توان اکولوژیکی تهران حداکثر جوابگوی ۳ میلیون نفر است، درحالی که هم‌اکنون حداقل ۱۰ میلیون نفر شبانه در این شهر اقامت دارند و دلیل آن را محاسبات اکولوژیست‌ها در مورد محدودیت منابع آب معرفی می‌کند که در این منطقه بیشتر به صورت آب شرب مصرف می‌شوند. در کشور هلند سالانه با مصرف کمتر از یک دهم مصرف آب شرب در تهران (کمتر از ۱۰۰ میلیون متر مکعب آب) آب شرب جمعیت ۱۸ میلیونی را تأمین می‌کنند.

### مخالفت باطرح کاشت یک میلیارد درخت
در سال ۱۴۰۱ دولت وقت طرح کاشت یک میلیارد درخت در مناطق مستعد را رسانه‌ای کرده و شروع به اجرا نمود. بعد از اعلام این طرح درویش در مصاحبه با روزنامه شرق و خبرگزاری انتخاب، این طرح را از پیش شکست خورده، دارای عوارض و همچنین طرح نمایشی دولت معرفی می‌کند که راه به جایی نمی‌برد. او در ادامه با بیان نظر خود دربارهٔ سابقه درختکاری در ایران و بیان اینکه سازمان جنگل‌ها حتی ۱۰ هزار هکتار اراضی درختکاری که بازپروری شد و باقی مانده‌اند نمی‌تواند نشان دهد، این طرح را با آینده شکست خورده معرفی می‌کند که هدف از این طرح استفاده از مردم توسط دولت برای درست کردن نمایش و فیلم درختکاری است. او در ادامه بیان می‌کند که: «متأسفم برای افرادی که تن به چنین نمایش‌هایی می‌دهند».
در ماه‌ها و سال‌های بعد که این طرح به شکل جدی اجرایی می‌گردد، درویش در مصاحبه‌ها و سخنرانی‌های متعدد با تعریف دوگانه حفظ و نگهداشت جنگل‌های موجود یا طرح کاشت یک میلیارد درخت جدید در مناطق مستعد قبلاً جنگل بوده یا سایر مناطق مستعد کاشت، دلیل مخالفت خود را اولویت حفظ پوشش‌های جنگلی موجود در این دوگانه تعریف شده عنوان می‌کند و با این استدلال بیان می‌کند به اعتقاد او، اغلب فعالان و متخصصان محیط زیست با طرح کاشت یک میلیارد درخت زاویه دارند.